# Nola (nosorožec)
Nola (1974, Shambe, Súdán – 22. listopadu 2015, ZOO San Diego, USA) byla samice a jeden z posledních čtyř jedinců severního bílého nosorožce na světě.
Do Československa byla přivezena po odchytu v roce 1975, který provedl Josef Vágner. V rámci projektu na záchranu tohoto druhu byla zapůjčena v roce 1989 do ZOO v San Diegu. Pro svůj vysoký věk trpěla řadou nemocí, včetně artritidy. V květnu 2015 podstoupila léčbu hnisavého zánětu v pravé kyčli. V poslední době se její stav zhoršil a proto byla utracena. Se souhlasem ZOO Dvůr Králové byly odebrány vzorky, které bude možné využít pro případné rozmnožení tohoto druhu.